# Kleive
Kleive est une localité de la municipalité de Molde dans le comté de Møre og Romsdal. Le village a 493 habitants au 1er janvier 2012 pour une superficie de 0.78km². Le village est situé sur la rive intérieure Fannefjord nord d'environ 26 kilomètres à l'est de Molde.
La localité abrite une industrie de fabrication d'acier : Brødrene Midthaug.
Kleive possède une galerie d'art, Galleri S, qui expose plusieurs artistes par an ; parmi les plus célèbres on compte : Kjell Johannessen, Eva Harr, Carl Nesjar, Elling Reitan, Lars Christian Istad et Harald Kolderup.
Le lac de Kleive possède une base de loisirs et des lieux réservés pour la pêche.
L'île est desservie par la route nationale 62 qui relie Molde à Sunndalsøra.